# Marián Vasiľko
Marián Vasiľko (* 5. října 1968) je bývalý slovenský fotbalový obránce.

## Fotbalová kariéra
V československé a české lize hrál za Spartak Trnava a Duklu Praha. Nastoupil v 81 ligových utkáních a dal 1 gól.

## Ligová bilance
| Ročník                                   | Zápasy | Góly | Klub           |
| ---------------------------------------- | ------ | ---- | -------------- |
| 1. československá fotbalová liga 1987/88 | 2      | 0    | Spartak Trnava |
| 1. československá fotbalová liga 1988/89 | 20     | 0    | Spartak Trnava |
| 1. československá fotbalová liga 1989/90 | 23     | 0    | Spartak Trnava |
| 1. československá fotbalová liga 1990/91 | 11     | 0    | Dukla Praha    |
| 1. československá fotbalová liga 1991/92 | 21     | 1    | Dukla Praha    |
| 1. česká fotbalová liga 1993/94          | 4      | 0    | FK Dukla Praha |
| CELKEM                                   | 81     | 1    |                |